# 背広三四郎 男は度胸
『背広三四郎 男は度胸』（せびろさんしろう おとこはどきょう）は、1961年2月25日に公開された日本映画。製作、配給は東宝。モノクロ、東宝スコープ。併映は「社長シリーズ」の一本である「続サラリーマン忠臣蔵」（監督：杉江敏男）

## スタッフ
- 製作：清水雅[要出典]
- 企画：森岩雄[要出典]
- 脚本：吉田精弥
- 音楽：馬渡誠一
- 撮影：鈴木斌
- 美術：浜上兵衛
- 録音：矢野口文雄
- 照明：山口偉治
- 整音：宮崎正信
- プロデューサー：安達英三朗[要出典]
- 監督：岩城英二

## キャスト
- 船山順一：船戸順
- 北川綾子：白川由美
- 岩井太郎：佐原健二
- 青木慶太：太刀川寛
- 春野冬子：柳川慶子
- 武田葉子：富士栄喜代子
- 武田康治：大沢健三郎
- 大野社長：有島一郎
- 村田販売部長：丘寵児
- 小田支店長：沢村いき雄
- 菊地販売課長：向井淳一郎
- 黒崎剛造：田武謙三
- 大川義男：土屋嘉男
- 石井先生：松山恵介
- 校長先生：熊谷二良
- 東洋製パン主人：由利徹
- カメラ店主人：佐田豊
- 駒奴：北川町子
- 豆太郎：小桜京子
- おかみさん：若水ヤエ子

ほか